# Machangying
Machangying (kinesiska: 马昌营, 马昌营镇) är en köping i Kina. Den ligger i stadsdistriket Pinggu i Pekings storstadsområde, i den norra delen av landet, omkring 57 kilometer nordost om stadskärnan. Antalet invånare är 16 303. Befolkningen består av 7 958 kvinnor och 8 345 män. Barn under 15 år utgör 8,0 %, vuxna 15-64 år 80 %, och äldre över 65 år 10,0 %.